# Kościół św. Jerzego w Poznaniu

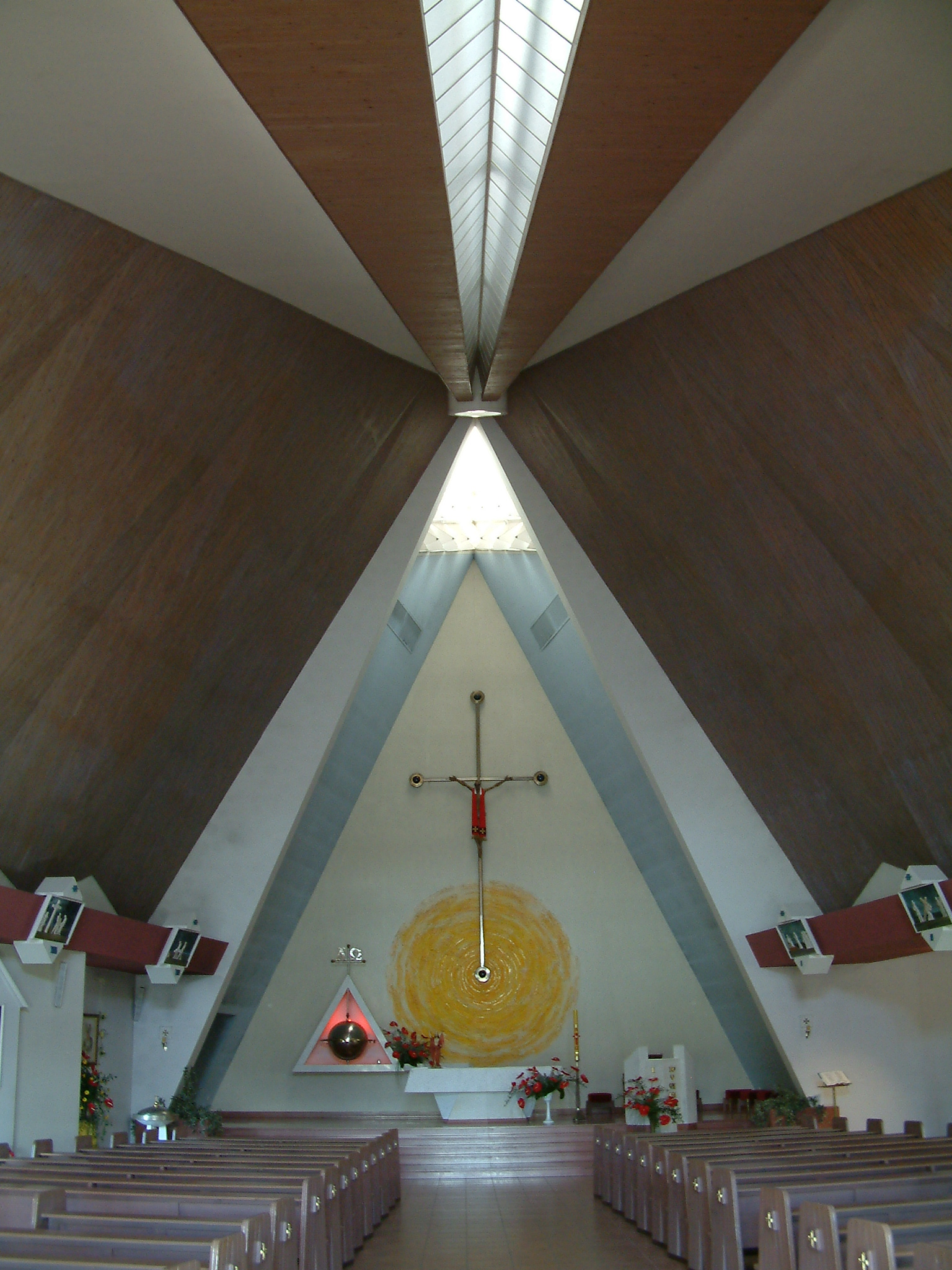
Wnętrze

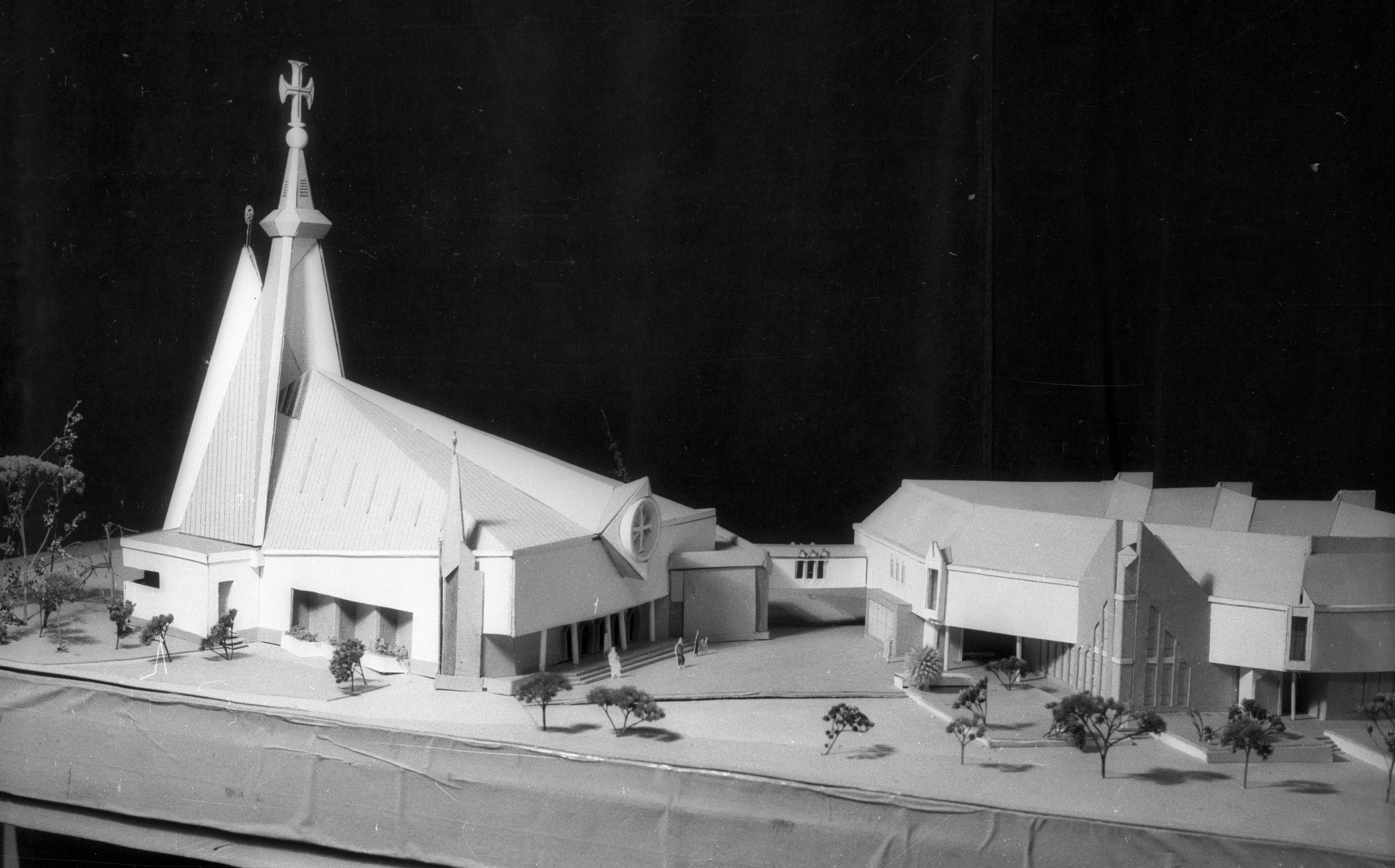
Architektoniczna makieta kościoła

Kościół św. Jerzego – modernistyczny kościół parafialny Kościoła katolickiego znajdujący się przy ul. Swoboda w Poznaniu (Osiedle ks. Jerzego Popiełuszki).
Parafię erygowano w 1988 roku. Tuż po powstaniu parafii zbudowano kaplicę, która służyła jako kościół aż do wybudowania dzisiejszej świątyni.
Kościół zbudowano w latach 1992–1999, konsekrowano natomiast w 1999 roku. Projektantami byli Włodzimierz Wojciechowski, Bogdan Celichowski oraz Wojciech Kasprzycki.
Nietypowa świątynia zbudowana jest na planie ostrokątnego trójkąta równoramiennego z dachem wznoszącym się w kierunku wierzchołka. Przy wierzchołku znajduje się wieża, druga, mniejsza znajduje się od strony północnej. Na południe od kościoła umieszczona kaplica oraz inne budynki należące do parafii.
We frontowej fasadzie dominującym elementem jest rozeta z wpisanym w nią krzyż grecki między którego ramionami znajdują się wizerunki czterech ewangelistów.
W prezbiterium, oświetlonym od góry przez świetlik znajduje się duży krucyfiks, a przy nim tabernakulum w kształcie kuli ziemskiej. W załomach ścian bocznych znajdują się obrazy: Jezu ufam Tobie, św. Faustyny Kowalskiej, Matki Boskiej Niepokalanie Poczętej, św. Józefa, św. Tadeusza Judy oraz św. Maksymiliana Marii Kolbego.
Nad wejściem znajduje się empora muzyczna.
W 2010 w pobliżu kościoła odsłonięto Pomnik Pomordowanych Policjantów II RP Województwa Poznańskiego autorstwa Jerzego Suchanka. Do 2009 stał tu także pomnik Karola Świerczewskiego.